# Jakub Handrlica
Jakub Handrlica (* 19. září 1981) je český právník a vysokoškolský pedagog. Působí na katedře správního práva a správní vědy Právnické fakulty Univerzity Karlovy, od r. 2022 jako její vedoucí. V prosinci 2021 byl jmenován profesorem pro obor správní právo a správní věda. Odborně se věnuje zejména energetickému právu, jadernému právu a kosmickému právu. Je členem Mezinárodní asociace pro jaderné právo (AIDN/INLA), Mezinárodního institutu pro kosmické právo (IISL) a České společnosti pro mezinárodní právo. 

## Biografie
Vystudoval bilingvální Gymnázium Federica Garcia Lorcy v Bratislavě a následně Právnickou fakultu Univerzity Karlovy. Po absolutoriu absolvoval postgraduální kurs na Faculté de Droit et de Science politique Université de Montpellier (2007–2008) a pracovní stáž v Organizaci pro hospodářskou spolupráci a rozvoj v Paříži. V r. 2009 obhájil dizertační práci na téma Nezávislé správní orgány. V r. 2017 se na Právnické fakultě Univerzity Karlovy habilitoval v oboru správní právo s prací o uznávání cizích správních aktů. V r. 2020 obhájil v Akademii věd dizertační práci s názvem „Jaderné právo a právní futurismus“ a byl mu udělen titul doktor humanitních a společenských věd (DSc).
Ve své odborné činnosti se věnuje zejména vztahu nových technologií a práva. Na Právnické fakultě Univerzity Karlovy vede také vědecký seminář s názvem Nové technologie a veřejné právo. Patří ke spoluautorům komentářů k atomovému a k energetickému zákonu, vydaným v nakladatelství Wolters Kluwer.   
Jako hostující profesor (Distinguished Visiting Scholar) působil v Centru pro mezinárodní právo na Národní univerzitě v Singapuru.
Je také členem redakčních rady časopisu Journal of Energy and Natural Resources Law, který patří k nejprestižnějším periodikům v oblasti energetického práva na světě.   
Od r. 2022 je proděkanem pro doktorské studium Právnické fakulty Univerzity Karlovy. Patří k propagátorům open science.
Od roku 2025 působí také jako hostující profesor v rámci magisterského programu Space Law and Governance na právnické fakultě Libera Universita Internazionale degli Studi Sociali Guido Carli v Římě.  

## Vědecká a odborná činnost
V letech 2011 až 2013 působil jako člen expertní skupiny Evropské komise pro oblast odpovědnosti za jaderné škody. Je také národním korespondentem žurnálu Bulletin du droit nucléaire (Nuclear Law Bulletin), který vydává Organizace pro hospodářskou spolupráci a rozvoj.  
V r. 2023 se stal členem Working Group on Nuclear Law Education, kterou Organizace pro hospodářskou spolupráci a rozvoj zřídila s ohledem na obnovený zájem o jadernou energetiku v řadě států světa. 
Je členem vědecké rady doktorského studijního programu International and Public Law, Ethics and Economics for Sustainable Development - Lees na právnické fakultě milánské univerzity. 
Je také členem vědecké rady Právnické fakulty Trnavské univerzity v Trnavě, kde byl v r. 2025 oceněn medailí "Pacta sunt servanda" za rozvoj česko-slovenské akademické spolupráce.

## Dílo (výběr)
- Úvod do mezinárodního práva správního, C. H. Beck, Praha, 2022.
- Jaderné právo a právní futurismus, Auditorium, Praha, 2019.
- Transteritoriální správní akty, Národohospodářský ústav Josefa Hlávky, Praha, 2017.
- Jaderné právo. Právní rámec pro mírové využívání jaderné energie a ionizujícího záření, Auditorium, Praha, 2013.
- Zodpovednosť za jadrové škody (společně s M. Novotnou), Veda, Bratislava, 2011.
- Nezávislé správní orgány, Národohospodářský ústav Josefa Hlávky, Praha, 2009.